# Капелюх (село)
Капелю́х — село в Україні, у Львівському районі Львівської області. Населення становить 60 осіб. Орган місцевого самоврядування - Рава-Руська міська рада.

## Історія
До 1940 року Капелюх входив до складу Потелича.

## Населення

### Мова
Розподіл населення за рідною мовою за даними :
| Мова       | Кількість | Відсоток |
| ---------- | --------- | -------- |
| українська | 60        | 100%     |